# Parc provincial Long Point
Le parc provincial Long Point  (anglais : Long Point Provincial Park) est un parc provincial de l'Ontario situé sur la rives du lac Érié près de la Port Rowan.  Le parc est situé dans le site Ramsar de Long Point et la réserve de biosphère du même nom.  Le parc est également adjacent à la réserve nationale de faune de Long Point.

## Géographie
Le parc provincial est situé à la base de la pointe Long, une péninsule de sable de 40 km de long située au nord du Lac Érié. Il se trouve entièrement dans le comté de Norfolk à 10 km du village de Port Rowan. L'aire protégée de 150 ha est adjacente à la réserve nationale de faune de Long Point, qui est située à l'est.

### Géologie
La pointe Long est un cordon littoral de 40 km s'avançant dans le lac Érié. Il s'agit du plus grand cordon littoral des Grands Lacs. Le sous-sol est composé de roches sédimentaires datant du Silurien et du Dévonien (entre 443 et 359 millions d'années). La formation de la pointe a commencé il y 7 600 ans à partir d'une moraine traversant le lac. Elle s'est accélérée quand le lac a atteint son niveau actuel il y a 4 000 ans. La pointe est alimentée par l'érosion de falaises de sable et d'argile qui sont localisées jusqu'à 95 km à l'ouest de la pointe. La péninsule est toujours en progression, elle avance de près de 5 m par année vers l'est.